# Women's Trade Union League
Women's Trade Union League (WTUL), var en amerikansk kvinnoorganisation, verksam 1903-1950.
Organisationen verkade bland både arbetarkvinnor och medelklasskvinnor för att stödja kvinnors arbete för att inkludera kvinnor i fackföreningsrörelser och motarbeta misären i de så kallade sweatshops som rådde vid dess bildande, och därmed stödja bättre levnadsförhållanden för kvinnor. Den deltog i ett flertal stora strejker, och verkade även för andra rättigheter, så som kvinnlig rösträtt. 